# 木村伊吹
木村 伊吹（きむら いぶき、2003年（平成15年）8月8日 - ）は、日本の歌手、ダンサー、モデル。ダンス＆ボーカルグループ「Team Mecury From Zero PLANET」のメンバーである。広島県出身。血液型はB型。プラチナムプロダクション所属。

## メディアへの出演
2019年、母親から男子高生ミスターコンへの出場を勧められ、自身が高校生の間にしかできないことをやりたいと思いエントリー。同年10月6日には中国・四国エリアファイナリストに選出され、12月22日には審査員特別賞を受賞した。
2020年4月6日から、AbemaTVにて放送される高校生による青春恋愛リアリティーショー「今日、好きになりました。」の青い春編、紫陽花編に出演。

### グループとして
2020年2月17日、ダンス＆ボーカルグループ「Zero PLANET」から新ユニット「Team Mecury From Zero PLANET」が誕生し、木村はそのメンバーとして加入。「Zero PLANET 1周年記念ワンマンライブ」で初披露される予定。

## 人物
- 小学校、中学校では野球をやっており、ピッチャーとキャッチャーをしていた[7]。
- 将来の夢として誰もが知っているモデルや俳優を挙げている[1]。

## 出演

### 舞台
- GRAVITY（2022年1月12日・14日・16日、中目黒キンケロ・シアター） - 悠人 役
- NBOpresents『ハミダシモノの音色』（2023年10月12日 - 15日、ザ・ポケット）[8]

### テレビドラマ
- バイプレイヤーズ〜名脇役の森の100日間〜 第4話（2021年1月29日、テレビ東京） - 劇中ドラマ「CTO」の生徒 役
- インビジブル 第2話（2022年4月22日、TBS） - Yチューバー ダイゴ 役
- 初恋の悪魔 第7話（2022年9月3日、日本テレビ） - 中本昌樹 役
- ジョフウ 〜女性に××××って必要ですか?〜 第2話（2025年4月9日、テレビ東京） - スバル 役[9]

### Web
- 今日、好きになりました。（AbemaTV）
  - 青い春編（2020年4月6日 - 5月4日）[10]
  - 紫陽花編（2020年6月15日 - 7月13日）

### YouTube
- TEENS Channel（2020年2月10日）[11]
- フリューのプリ機【公式】（2020年3月2日）[12]

### イベント
- Yay!!受賞者イベント（2020年2月3日）[13]